# 4 de septiembre
El 4 de septiembre es el 247.º (ducentésimo cuadragésimo séptimo) día del año —el 248.º (ducentésimo cuadragésimo octavo) en los años bisiestos— en el calendario gregoriano. Quedan 118 días para finalizar el año.

## Acontecimientos
- 476: Odoacro depone al emperador romano Rómulo Augústulo; se considera a este suceso como la caída del Imperio Romano de Occidente, y el fin de la Edad Antigua en la civilización occidental.
- 626: Li Shimin, conocido póstumamente como Emperador Taizong de Tang, asume el trono de la dinastía Tang.
- 925: Athelstan es coronado en Kingston upon Thames, rey de los anglosajones.
- 929: Se produce la batalla de Lenzen, donde las fuerzas eslavas son derrotadas por un ejército sajón del Reino de Alemania cerca de la fortaleza fortificada de Lenzen en Brandeburgo (Alemania).
- 1260: Se libra la batalla de Montaperti entra la República de Florencia y la República de Siena, como parte del conflicto entre los güelfos y gibelinos.
- 1282: Pedro III de Aragón se convierte en Rey de Sicilia.
- 1479: Se firma el Tratado de Alcazobas entre los Reyes Católicos y el rey Alfonso V de Portugal.
- 1520: en México, el español Hernán Cortés conquista la ciudad azteca de Tepeaca y funda en el sitio la Villa de Segura de la Frontera (actual Tepeaca).
- 1535: saqueo de la ciudad de Mahón por el pirata Barbarroja.
- 1559: El rey Felipe II crea la Audiencia y Cancillería Real de la ciudad de La Plata de la Nueva Toledo (hoy Sucre), provincia de los Charcas, designando un presidente y 4 oidores.
- 1781: en la Nueva España (en el actual estado de California) ―en la región conocida por los nativos como el Valle del Humo― los españoles Gaspar de Portolá y Junípero Serra fundan el Pueblo de la Reina de los Ángeles (la actual ciudad de Los Ángeles).
- 1797: en Francia se perpetra el golpe de Estado del 18 de Fructidor.
- 1811: en Chile, José Miguel Carrera da un golpe de Estado para que se forme una nueva junta de gobierno con representantes de las tres regiones del país.
- 1812: en Argentina, por decreto se legisla y fomenta la inmigración.
- 1821: en la plaza del pueblo de Mendoza (Argentina), es fusilado el general chileno José Miguel Carrera.
- 1835: en el Callao, Perú. Parten las tropas de Salaverry para combatir a Santa Cruz, en el contexto de la guerra civil guerra civil peruana de 1835-1836
- 1861: en México, el ministro de Relaciones Exteriores, Juan Antonio de la Fuente, comunica al presidente Benito Juárez la protesta de Francia e Inglaterra por la suspensión de pagos de la deuda mexicana.
- 1870: en Francia es depuesto el emperador Napoleón III y se proclama la Tercera República.
- 1882: en Nueva York (Estados Unidos) se inaugura la primera red de iluminación eléctrica.
- 1885: en Nueva York (Estados Unidos) abre sus puertas el primer restaurante autoservicio.
- 1886: en Estados Unidos, Gerónimo y su tribu se rinden al ejército estadounidense.
- 1888: George Eastman patenta el primer rollo y cámara Kodak.[1]
- 1888: en Cuba, un violento ciclón arrasa una parte de la isla.
- 1890: en Grecia, un incendio destruye media ciudad de Salónica.
- 1902: en Buenos Aires (Argentina), durante la ceremonia de exhumación de los restos mortales del general Manuel Belgrano, el ministro de Guerra, Pablo Riccheri (43) y el ministro del Interior Joaquín V. González (39) roban varios dientes. Se ven obligados a devolverlos debido a la presión de los periódicos porteños.
- 1904: en Rusia, un decreto imperial define los derechos de residencia de los judíos.
- 1908: en España, Alfonso XIII concede a Ponferrada (León) el título de ciudad.
- 1932: en Viena comienza la Conferencia Mundial de la Paz, a la que asisten 80 delegados de 14 países.
- 1932: en Leverkusen (Alemania) se inaugura el BayArena.
- 1933: en Cuba, Ramón Grau San Martín accede al poder e impone un Gobierno dirigido por Fulgencio Batista.
- 1936: en el marco de la guerra civil española, Francisco Largo Caballero forma gobierno tras la caída de José Giral.
- 1939: en el marco de la Segunda Guerra Mundial, Argentina declara su neutralidad.
- 1942: en la provincia de San Juan (Argentina), la ley n.º 5327 crea el departamento Rawson.
- 1948: en la corona de los Países Bajos abdica la reina Guillermina y le sucede su hija Juliana.
- 1950: en Japón, un tifón causa 250 muertos y más de 5000 heridos.
- 1951: en los Estados Unidos se inaugura el cable coaxial que permitió la primera transmisión de televisión transcontinental.
- 1957: en Argentina aparece la revista Hora Cero Semanal, en cuyas páginas se publica la historieta argentina El Eternauta.
- 1958: en Chile, Jorge Alessandri, candidato de la derecha, gana las elecciones presidenciales.
- 1962: en Yakarta (Indonesia) culminan los IV Juegos Asiáticos.[2]
- 1964: en Chile, el democratacristiano Eduardo Frei Montalva es elegido presidente con un 55 % de los votos.
- 1967: en Buenos Aires (Argentina) Gerardo Masana, Marcos Mundstock, Jorge Maronna y Daniel Rabinovich fundan el grupo de instrumentos informales Les Luthiers.
- 1969: en Brasil, un grupo revolucionario secuestra durante tres días al embajador de Estados Unidos, Charles Burke Elbrick.
- 1969: en la Ciudad de México se inaugura la primera línea del Metro.
- 1970: en Chile, Salvador Allende, candidato de la Unidad Popular (socialista) gana las elecciones presidenciales.
- 1970: en Bangkok (Tailandia) culminan los VI Juegos Asiáticos.[3]
- 1974: en México se vuelve a fundar el club Morelia, fundado en 1920.
- 1981: en Bolivia, el dictador Celso Torrelio Villa (1939-1999) sustituye al «narcodictador» Luis García Meza (1929-2018), quien sería encarcelado en 1995.
- 1981: en el área de pruebas atómicas de Nevada (a unos 100 km al noroeste de la ciudad de Las Vegas), a las 7:00 (hora local), Estados Unidos detona a 305 m bajo tierra su bomba atómica Trebiano, de 1 kilotones. Es la bomba n.º 962 de las 1132 que hizo estallar entre 1945 y 1992.
- 1982: en Pekín (China), el Congreso comunista decide el abandono del maoísmo.
- 1983: en México, se funda el Club Santos Laguna.
- 1986: Yasser Arafat acepta la resolución 242 de la ONU, que supone su implícito reconocimiento del derecho a la existencia del Estado de Israel.
- 1986: en Argentina se estrena el filme La noche de los lápices.
- 1988: en Las Condes (Chile) se inaugura el Estadio San Carlos de Apoquindo.
- 1989: en La Habana (Cuba) se estrella un avión cubano, y mueren 170 personas.
- 1990: en Chile, con el regreso de la democracia, el presidente Patricio Aylwin ordena que se le realicen funerales de Estado al expresidente Salvador Allende al conmemorarse 20 años de su elección como mandatario.
- 1993: en Nicaragua, el cardenal Miguel Obando inaugura la nueva catedral de Managua, diseñada por el arquitecto mexicano Ricardo Legorreta.
- 1994: en Japón, el Aeropuerto Internacional de Kansai es inaugurado.
- 1995: Debuta en televisión WCW Monday Nitro de la World Championship Wrestling, propiedad de TNT, la cual competiría con Monday Night Raw de WWE por los mejores índices de audiencia los lunes por la noche hasta 2001.
- 1998: en Estados Unidos, Larry Page y Serguéi Brin fundan la empresa propietaria de la marca Google.
- 1998: en Estados Unidos, se emite a través del Canal Nickelodeon, el primer corto de Los Padrinos Mágicos, dentro del programa Oh Yeah! Cartoons.
- 2001: el grupo de rock alternativo mexicano Elefante publica el sencillo "Así es la vida," nominado a la "Mejor Canción Rock" en la 3.ª edición anual de los Premios Grammy Latinos celebrada el miércoles 18 de septiembre de 2002.
- 2001: La banda de rock estadounidense System Of A Down publica su álbum de estudio Toxicity, dando a conocer la banda mundialmente y lograr formar parte de la lista de los 100 discos que debes tener antes del fin del mundo.
- 2002: Los Atléticos de Oakland ganaron su vigésimo juego consecutivo, un récord de la Liga Americana, hasta que los Indios de Cleveland lo superaron en 2017.
- 2010: en Nueva Zelanda un terremoto de 7 grados en la escala de Richter azota la isla Sur, cerca de la ciudad de Christchurch.
- 2012: en Panamá, Jorge Quijano es nombrado el nuevo administrador del canal de Panamá, en reemplazo del saliente administrador Alberto Alemán Zubieta.
- 2015: el rapero estadounidense Travis Scott lanza su álbum debut Rodeo, el cual lo llevó a ser reconocido mundialmente
- 2016: en la Ciudad del Vaticano el papa Francisco canoniza a Madre Teresa de Calcuta.
- 2020: el papa Benedicto XVI se convierte en el papa más longevo con 93 años, cuatro meses, 16 días, superando al papa León XIII, que murió en 1903.[4]
- 2022: en Chile se realiza un plebiscito constitucional, en el cual un 61.87% decide rechazar la propuesta de la Convención Constitucional.

## Nacimientos
- 1241: Alejandro III, rey escocés (f. 1286)
- 1383: Amadeo VIII, aristócrata saboyano (f. 1451).
- 1563: Wanli, emperador chino (f. 1620).
- 1596: Constantijn Huygens, poeta alemán (f. 1687).
- 1736: Cándido María Trigueros, escritor, traductor y dramaturgo español (f. 1798).
- 1768: François-René de Chateaubriand, poeta, novelista y político francés (f. 1848).
- 1795: Friedrich von Alberti, geólogo alemán (f. 1878).
- 1803: Sarah Childress Polk, primera dama estadounidense, esposa del presidente James K. Polk (f. 1849).
- 1809: Manuel Montt, político chileno, presidente entre 1851 y 1861 (f. 1880).

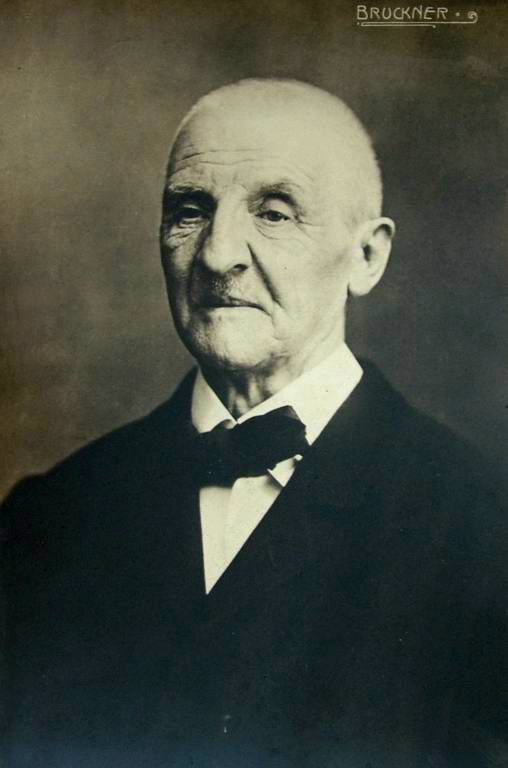
Anton Bruckner

- 1822: Manuel Uribe Ángel, médico, geógrafo, escritor e historiador colombiano (f. 1904).
- 1824: Anton Bruckner, compositor y organista austríaco (f. 1896).
- 1876: Constancio Vigil, escritor uruguayo (f. 1954).
- 1888: Oskar Schlemmer, escultor alemán (f. 1943).
- 1891: Fritz Todt, ingeniero y político alemán (f. 1942).
- 1892: Darius Milhaud, compositor francés (f. 1974).
- 1896: Antonín Artaud, poeta, cineasta y dramaturgo francés (f. 1948).
- 1905: Meade Lux Lewis, pianista y compositor estadounidense de blues (f. 1964).
- 1905: Mary Renault, escritora británica (f. 1983).
- 1906: Max Delbrück, físico y biólogo alemán, premio nobel de fisiología o medicina en 1969 (f. 1981).
- 1908: Edward Dmytryk, cineasta estadounidense (f. 1999).
- 1908: Richard Nathaniel Wright, escritor estadounidense (f. 1960).
- 1909: Pepe Biondi, actor y humorista argentino (f. 1975).
- 1912: Günther Lützow, militar alemán (f. 1945).
- 1913: Renato Castellani, cineasta italiano (f. 1985).
- 1913: Stanford Moore, bioquímico estadounidense, premio nobel de química en 1972 (f. 1982).
- 1913: Kenzō Tange, arquitecto y urbanista japonés (f. 2005).
- 1917: Henry Ford II, fabricante de autos estadounidense (f. 1987).
- 1919: Francisco García Pavón, escritor y crítico literario español (f. 1989).
- 1919: Gualtiero Jacopetti, cineasta y periodista italiano (f. 2011).
- 1920: Clemar Bucci, piloto de automovilismo argentino (f. 2011).
- 1920: Jaime Manuel Fernández González, político y catedrático dominicano (f. 1988).
- 1921: Alcides López Aufranc, militar y empresario argentino, cómplice de la dictadura de 1976 a 1983 (f. 2015).
- 1921: Ariel Ramírez, pianista y compositor folclórico argentino (f. 2010).
- 1923: Manuel Flores Mora, periodista uruguayo (f. 1985).
- 1923: Edith Aron, escritora y traductora literaria alemana (f. 2020)
- 1924: Héctor Fix Zamudio, jurista mexicano (f. 2021).
- 1924: Vicent Andrés i Estellés, periodista y poeta español (f. 1993).
- 1926: Iván Illich, pedagogo y filósofo anarquista austriaco (f. 2002).
- 1927: John McCarthy, informático estadounidense (f. 2011).
- 1928: Dick York, actor estadounidense (f. 1992).
- 1929: Guillermo Cosío Vidaurri, político mexicano integrante del PRI (f. 2019).
- 1930: Jerry Ragovoy, productor musical y compositor estadounidense (f. 2011).
- 1931: Mitzi Gaynor, actriz y bailarina estadounidense.
- 1931: Javier Solís, cantante de boleros y actor mexicano (f. 1966).
- 1932: Carlos Romero Barceló, político puertorriqueño.
- 1932: Mary Carmen Ramírez, actriz española.
- 1933: Chico Novarro (Bernardo Mitnik), cantautor argentino (f. 2023).
- 1934: Clive W. J. Granger, economista británico (f. 2009).
- 1934: Jan Švankmajer, escultor, diseñador, cineasta y poeta checo.
- 1934: Carlos Timoteo Griguol, director técnico de fútbol argentino.

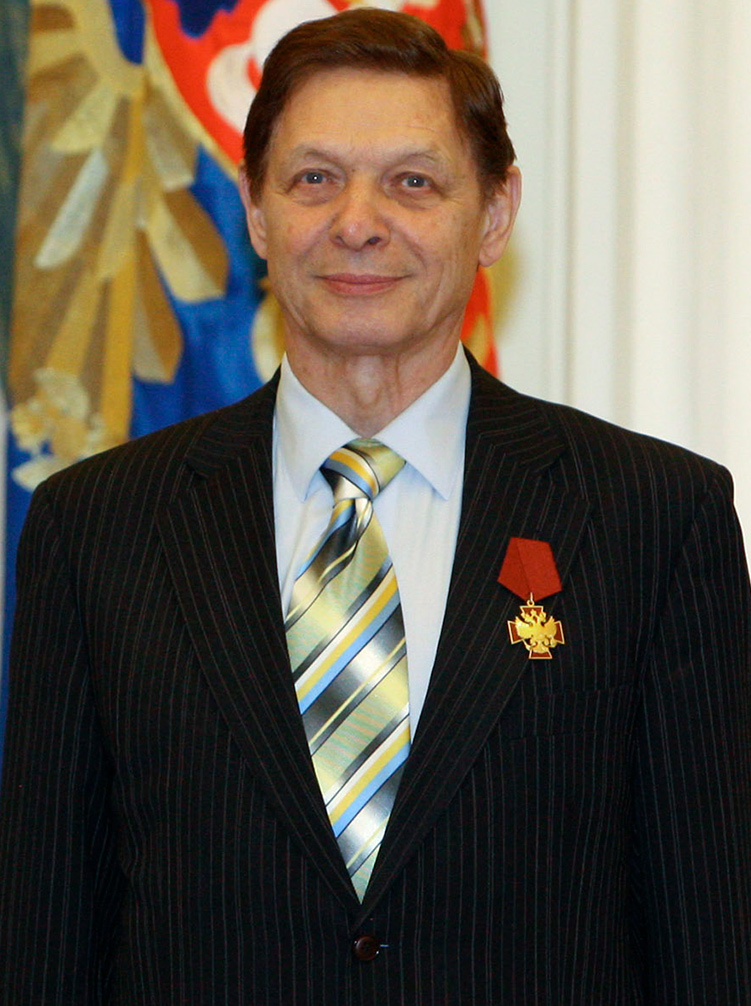
Eduard Jil

- 1934: Eduard Jil, barítono ruso (f. 2012).
- 1937: Dawn Fraser, nadadora australiana.
- 1937: Mikk Mikiver, actor y cineasta estonio (f. 2006).
- 1942: Bíser Kírov, cantante (tenor) pop, productor y diplomático búlgaro (f. 2016).
- 1942: Alberto Ramón Vilanova, psicólogo argentino (f. 2003).
- 1943: Hédi Annabi, diplomático tunecino (f. 2010).
- 1946: Beto Orlando, cantante argentino.
- 1947: David St. James, actor estadounidense.
- 1948: Zully Keith, actriz de cine y televisión.
- 1949: Paz Alicia Garciadiego, guionista mexicana.
- 1951: Rosa León, cantante española.
- 1951: Martin Chambers, baterista británico, de la banda The Pretenders.
- 1951: María Luisa Geiszer, política argentina.
- 1953: Fatih Terim, futbolista y entrenador turco.
- 1953: Janet Biehl, escritora estadounidense.
- 1954: Carmen Boullosa, escritora mexicana.
- 1955: Brian Schweitzer, político estadounidense.
- 1955: Pepe Risi, guitarrista y miembro fundador de la banda Burning. (f. 1997).
- 1957: Patricia Tallman, actriz estadounidense.
- 1957: Khandi Alexander, actriz estadounidense.
- 1959: Eduardo Lara, entrenador de fútbol colombiano.
- 1959: Arsenio Luzardo, futbolista uruguayo.
- 1960: Kim Thayil, guitarrista estadounidense de la banda Soundgarden.
- 1960: Damon Wayans, actor y comediante estadounidense.

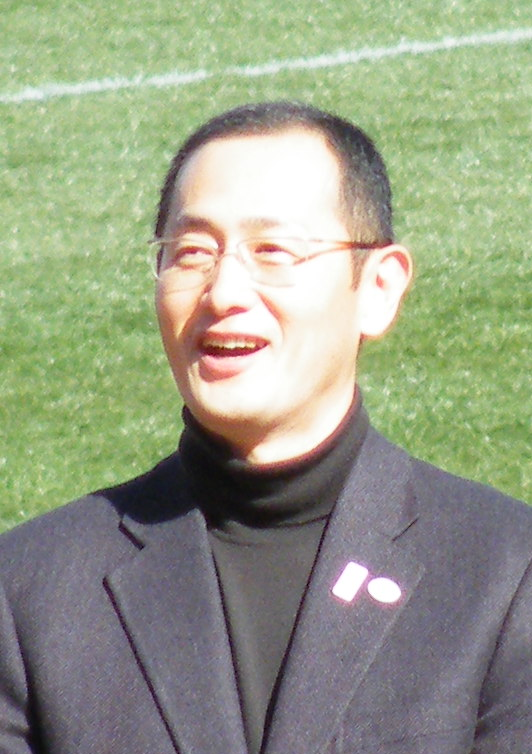
Shin'ya Yamanaka

- 1962: Shin'ya Yamanaka, investigador y médico japonés.
- 1963: Marcos Carnevale, autor y guionista argentino.
- 1963: Sami Yaffa, músico finés de las bandas Hanoi Rocks y New York Dolls.
- 1963: Bombo Fica, comediante chileno
- 1964: René Pape, cantante de ópera alemán.
- 1966: Hengky Pie, yudoca indonesio.
- 1968: John DiMaggio, actor de voz estadounidense.
- 1968: Phill Lewis, actor estadounidense.
- 1968: Mike Piazza, beisbolista estadounidense.
- 1969: Sasha (Alexander Coe), diyéi británico, productor de música electrónica.
- 1969: Noah Taylor, actor británico.
- 1970: Igor Cavalera, baterista brasileño de la banda Sepultura.
- 1970: John García, cantante estadounidense de las bandas Kyuss y Hermano.
- 1971: Ione Skye, actriz británica.
- 1971: Maik Taylor, futbolista irlandés de origen alemán.
- 1971: Anita Yuen, actriz de cine y televisión hongkonesa.
- 1972: Daniel Nestor, tenista canadiense de origen yugoslavo.
- 1972: Carlos Ponce, cantante puertorriqueño.
- 1972: Françoise Yip, actriz canadiense.
- 1973: Jason David Frank, actor estadounidense (f. 2022).
- 1974: Carmit Bachar, cantante y bailarina de la banda Pussycat Dolls.
- 1974: Nona Gaye, cantante, modelo y actriz estadounidense.
- 1975: Mark Ronson, DJ, compositor y productor musical británico.
- 1975: Sergio Ballesteros, futbolista español.
- 1976: Jun Fukushima, actor de voz japonés.
- 1977: Nenad Mirosavljević, futbolista croata.
- 1977: Lucie Silvas, cantautora británica.
- 1978: Wes Bentley, actor estadounidense.
- 1978: Héctor El Father (Héctor Delgado Román), cantante puertorriqueño.
- 1979: Gledson, futbolista brasileño.
- 1980: Max Greenfield, actor estadounidense.

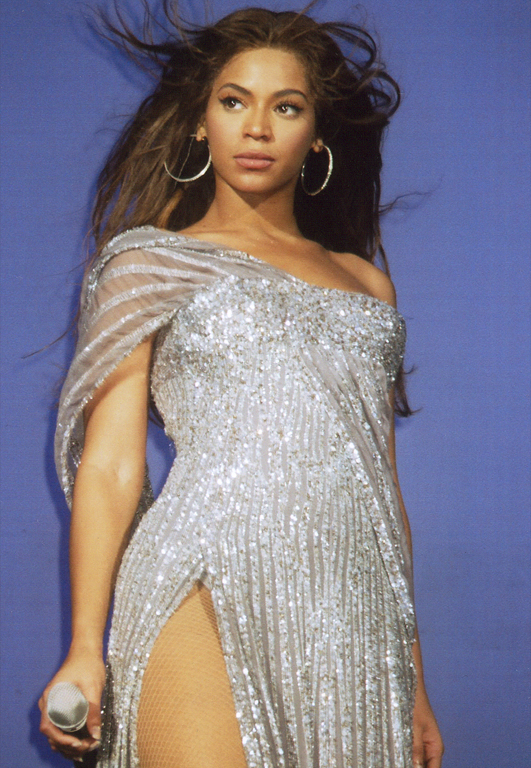
Beyonce

- 1981: Ricardo Franco, actor mexicano.
- 1981: Beyoncé, modelo, diseñadora, actriz, cantante estadounidense y exmiembro de la banda Destiny's Child.
- 1981: Lacey Mosley, cantante estadounidense y exmiembro de la banda Flyleaf.
- 1981: Tomáš Hübschman, futbolista checo.
- 1984: Camila Bordonaba, actriz y cantante argentina.
- 1984: Ainhoa Tirapu, futbolista española.
- 1984: Kyle Mooney, actor, comediante y guionista estadounidense.
- 1985: Raúl Albiol, futbolista español.
- 1985: Riccardo Meggiorini, futbolista italiano.
- 1986: Sebastián Prediger, futbolista argentino.
- 1986: Aaron Hunt, futbolista alemán.
- 1989: Andrelton Simmons, beisbolista curazoleño.
- 1990: Danny Worsnop, cantante británico, de las bandas Asking Alexandria y We Are Harlot.
- 1990: James Bay, cantante y guitarrista británico.
- 1990: Stefanía Fernández, modelo venezolana, Miss Universo 2009.
- 1991: Carter Jenkins, actor estadounidense
- 1992: Princess Chelsea, cantante experimental de «Space pop».
- 1992: Park Eun-bin, actriz surcoreana.
- 1993: Mark Tuan, cantante, rapero, modelo y bailarín americano-taiwanés, de la boyband Got7.
- 1997: Brody Clarke, baloncestistta canadiense.
- 1997: Isiah Brown, baloncestista estadounidense.
- 1999: Aleyna FitzGerald, modelo australiana.
- 2000: Sergio Gómez Martín, futbolista español.
- 2000: Mattia Viviani, futbolista italiano.
- 2000: Ruby Stokes, actriz británica.
- 2001: Talitha Bateman, actriz estadounidense.
- 2002: Laura Fernández Dieste, bióloga rianxeira
- 2003: Malcolm Ebiowei, futbolista británico.
- 2003: Dávid Betlehem, nadador húngaro.
- 2003: Pablo Muñoz Crespo, futbolista español.
- 2003: Debanhi Escobar: joven mexicana estudiante de derechos (f. 2022).
- 2005: Santiago Lencina, futbolista argentino.

## Fallecimientos
- 422: Bonifacio I, religioso italiano, papa entre 418 y 422 (n. siglo IV).
- 1037: Bermudo III de León, rey leonés (n. 1017).
- 1709: Jean-François Regnard, dramaturgo francés (n. 1655).
- 1821: José Miguel Carrera, político y militar chileno (n. 1785).
- 1822: Francis Wilford, capitán y oficial en las Indias Occidentales (n. 1761).
- 1874: Manuel Antonio Carreño, músico, pedagogo y diplomático venezolano (n. 1812).
- 1889: Mariano Roca de Togores y Carrasco, aristócrata, escritor y político español (n. 1812).
- 1906: Valentín Lamas Carvajal, periodista y poeta español en idioma gallego (n. 1849).

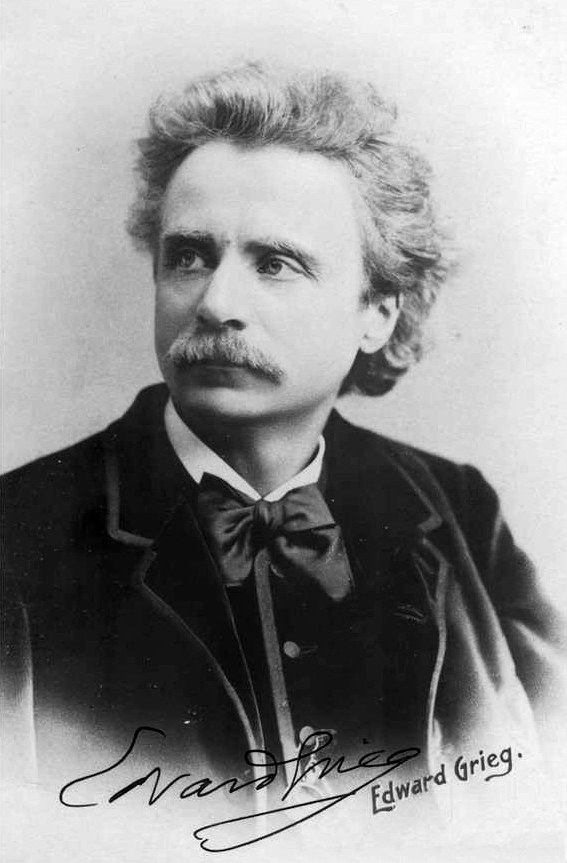
Edvard Grieg

- 1907: Edvard Grieg, pianista y compositor noruego (n. 1843).
- 1922: Amós Salvador Rodrigáñez, ingeniero y político español (n. 1845).
- 1930: Vladímir Arséniev, explorador y escritor ruso (n. 1872).
- 1932: Alberto Masferrer, filósofo, escritor y ensayista salvadoreño (n. 1868).
- 1932: Floro Pérez Díaz, estudiante cubano (n. 1906).
- 1936: Leopoldo Matos y Massieu, abogado y político español (n. 1878).
- 1937: Juan Campisteguy, presidente uruguayo (n. 1859).
- 1962: Juan Atilio Bramuglia, político argentino (n. 1903).
- 1963: Robert Schuman, político germanofrancés, conocido como el Padre de Europa (n. 1886).
- 1964: José María Belauste, futbolista español (n. 1889).
- 1965: Albert Schweitzer, médico, filósofo, teólogo, músico y físico alemán (n. 1875).
- 1967: Restituto Cabrera Flores, médico y revolucionario peruano (n. 1931).
- 1973: Elise Ottesen-Jensen, pedagoga, feminista y anarquista sueco-noruega (n. 1886).
- 1977: E. F. Schumacher, economista alemán (n. 1911).
- 1985: George O'Brien, actor estadounidense (n. 1899).
- 1986: Walter Wanderley, compositor y músico brasileño (n. 1932).
- 1986: Hank Greenberg, beisbolista estadounidense (n. 1911).

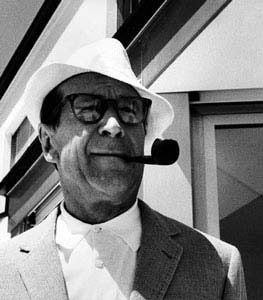
Georges Simenon

- 1987: Richard Marquand, director de cine y televisión británico-galés (n. 1937).
- 1989: Georges Simenon, escritor belga (n. 1903).
- 1990: Irene Dunne, actriz estadounidense (n. 1898).
- 1991: Charlie Barnet, músico de jazz estadounidense (n. 1913).
- 1993: Baltasar Lobo, dibujante y escultor anarquista español (n. 1910).
- 1993: Hervé Villechaize, actor francés de baja estatura, Tatoo en La isla de la fantasía; suicidio (n. 1943).
- 1994: Sonia Martínez, actriz y presentadora española (n. 1963).
- 1995: Gerardo Hemmer, actor mexicano; accidente con gas (n. 1970).
- 1995: Ida Mandenova, botánica y taxonomista rusa (n. 1909).
- 1996: Julio Elías Musimessi, futbolista argentino (n. 1924).
- 1997: Hans Eysenck, psicólogo británico de origen alemán (n. 1916).
- 2004: George Baird (97), atleta estadounidense (n. 1907).
- 2004: Samira Bellil (31), escritora y activista argelina expatriada en Francia (n. 1972).
- 2004: Aquilino Boyd (83), abogado, político y diplomático panameño (n. 1921).
- 2004: Alphonso Ford (33), baloncestista estadounidense (n. 1971).
- 2004: Jorge Enea Spilimbergo (75), político, escritor y pensador argentino, fundador de la Izquierda nacional (n. 1928)..
- 2006: Giacinto Facchetti, futbolista italiano (n. 1942).
- 2006: Mariano Gambier, arqueólogo argentino (n. 1931).
- 2006: Steve Irwin, ecologista y conductor televisivo australiano (n. 1962).
- 2006: Jaime Osorio, productor y cineasta colombiano (n. 1947).
- 2006: Fernando Siro, actor argentino (n. 1931).
- 2006: Astrid Varnay, cantante de ópera estadounidense (n. 1918).
- 2007: Jaime de Jaraíz, pintor español (n. 1934).
- 2009: Osvaldo Garbuyo, músico uruguayo (n. 1971)
- 2010: Olga Gallego Domínguez, historiadora, académica y escritora gallega (n. 1923).
- 2011: Juan Alsina, político e ingeniero español (n. 1942).
- 2011: Carlos Ballesteros, actor y director teatral español (n. 1936).
- 2011: León Rozitchner, filósofo argentino (n. 1924).
- 2012: Carlos Artigas, actor argentino (n. 1932).
- 2013: María Teresa Rodríguez, pianista mexicana (n. 1923).

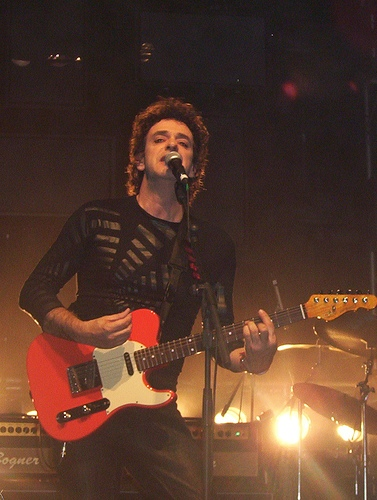
Gustavo Cerati

- 2014: Gustavo Cerati (55), vocalista y guitarrista de Soda Stereo, solista (n. 1959)
- 2014: Joan Rivers, comediante, actriz, presentadora de televisión, guionista y autora estadounidense (n. 1933).
- 2018: Bill Daily, actor estadounidense (n. 1927).
- 2020: Annie Cordy, cantante y actriz belga (n. 1928).
- 2021: Billy Cafaro (84), cantante argentino de rock and roll (n. 1936).
- 2023: Steven Harwell (56), cantante estadounidense, de la banda Smash Mouth (n. 1967).
- 2023: Gary Wright, (80), músico, cantante y compositor estadounidense (n. 1943).

## Celebraciones
- Día Internacional del Taekwondo.[5]Fue un 4 de septiembre de 1994 (hace ya 30 años, 10 meses y 27 días) que el Comité Olímpico Internacional, decidiera en su sesión de París, incluir a este arte marcial como deporte olímpico oficial.[6]
- Día Mundial de la Salud Sexual.[7]Iniciativa promovida por la Asociación Mundial para la Salud Sexual (WAS), para concientizar acerca de la promoción de los derechos sexuales, la diversidad sexual, así como la salud sexual y reproductiva de una manera placentera, sin discriminación o riesgos.
- Día Mundial del Síndrome PFAPA.[8]Enfermedad auto-inflamatoria también llamada Síndrome Marshall.

 Por países
(Por orden alfabético)
- Argentina:
  - Día del Inmigrante.[9]
  - Día de la Historieta.
  - Día de la Secretaria.[10]

- Bolivia:
  - Día Nacional de la Educación Sexual Integral.[11]
  - Día Nacional de las Áreas Protegidas.[12]

- Chile:
  - Día Nacional del Vino.
    - Las mujeres votaron por primera vez.

- Estados Unidos:
  - Día del Repartidor de Periódicos.
  - Día del Protector Bucal.
  - Día de la Nuez de macadamia.

- Uruguay:
  - Día de la Secretaria y del Secretario.[13]
  - Día de la Gestión Cultural del Uruguay.[14]

### Santoral católico
- San Moisés, profeta (siglo XII a. C.).[15]

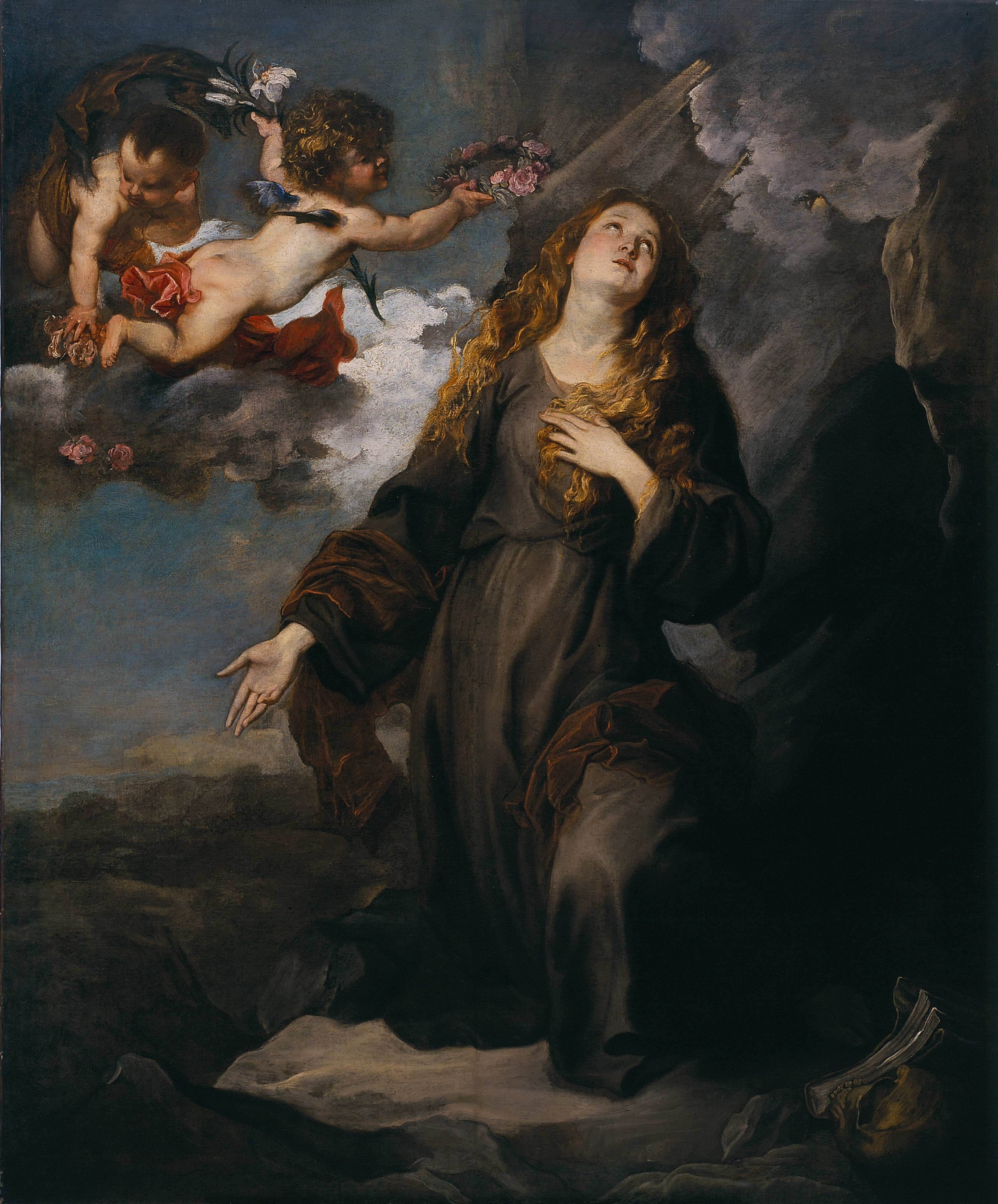
Santa Rosalía en la Gloria, por Anthony van Dyck (1624).

- San Marcelo de Chalon, mártir (s. III).[16]
- San Bonifacio I, papa (422).[17]
- San Caletrico de Chartres, obispo (573).
- Santa Ida de Herzfeld (825).[18]
- San Fredaldo de Mende, obispo y mártir (s. IX).
- Santa Irmgarda de Colonia, condesa de Süchteln (1089).[19]
- Santa Rosalía de Palermo, virgen (siglo XII).[20]
- Beata Catalina Mattei, virgen (1547).[21]
- Beato Escipión Jerónimo Brigéat de Lambert, presbítero y mártir (1794).
- Beata María de Santa Cecilia Romana Bellanger, virgen (1929).
- Beato José Pascual Carda Saporta, presbítero y mártir (1936).
- Beato Francisco Sendra Ivars, presbítero y mártir (1936).
- Beato Bernardo Leda Grau, religioso y mártir (1936).